# Centre sportif Yizhong
 (avril 2025).
Si vous disposez d'ouvrages ou d'articles de référence ou si vous connaissez des sites web de qualité traitant du thème abordé ici, merci de compléter l'article en donnant les références utiles à sa vérifiabilité et en les liant à la section « Notes et références ».
Le Centre sportif Yizhong (en chinois : 青岛体育中心国信体育场) est un stade de Qingdao, dans la province du Shandong en Chine.
[à développer]